# Савезничко бомбардовање Лесковца 6. септембра 1944.
Савезничко бомбардовање Лесковца почетком септембра 1944. године је део операције Ратвик коју су извели савезничко ваздухопловство и додељене јединице НОВЈ, са циљем да се униште виталне комуникације за повлачење немачких јединица (групе армија „Е“).
Бомбардовање је започело око 12 часова, 6. септембра 1944. године (на дан рођења краља Петра II). Постоје веродостојна документа која упућују на закључак да је Коча Поповић лично планирао бомбардовање Лесковца и других градова јужне Србије, заједно са генералом Фицројем Маклејном. Маклејн се састао са Кочом Поповићем на планини Радан.
Разорно бомбардовање изведено је са око 28 америчких бомбардера у пратњи 20 ловаца. Тога дана на Лесковац је бачено 69 тона бомби. Будући да је био рођендан краља Петра, у Лесковцу је било много света.

## Број жртава
У Лесковцу је тада било око 28.000 становника. Број жртава (погинули и рањени) никада није тачно утврђен; по проценама великог броја историчара креће се од 3.500 до 7.000. Уништено је неколико квартова, порушено и уништено 1.840 објеката (централно језгро града, Соколски дом, хотели...).
- Према партизанским извештајима погинуло је 1.000 грађана, 500 Немаца, 200 четника и 300 Љотићевих добровољаца.[3]
- Према четничким изворима било је 2.000 мртвих и велики број рањених Лесковчана.[3]

Сумњу у сврсисходност ове акције изнео је и сам генерал Фицрој Маклејн, који је са оближњег брежуљка посматрао акцију.
Трећег дана након бомбардовања, 9. септембра 1944, капетан војске Краљевине Југославије Живојин Митић Зине (командант Власинског корпуса) писмом се обратио савезницима:
| „ | … савезници. Обраћам вам се у име свих националних снага, које се још увек боре по српским шумама против окупатора. До јуче, као начелник штаба 110 ђенерала Михаиловића, имао сам 22 енгл. официра. Они су све време били задовољни радом наших снага у погледу саботаже и борбе против окупатора, но напустили су наше редове по наређењу њиховог команданта из Каира. Данас када је немачка сила у распадању, ми смо своје са своје стране извршили у последње време доста саботажа и борби. Познато вам је да смо само у Лесковцу разоружали 230 нем. војника и Крајскоманданта, такође и 300 Арнаута. При евакуацији Бугара разоружали смо такође велики број војника и спалили њихове карауле. Вама је познато да смо ми још од 1941. године борци за демократију. 27. марта 1941. године смо ми доказали своју верност и љубав традиционалну према старим Савезницима. Сад је време да заједнички све снаге у земљи стану против окупатора, Немаца, те да се спречи њихово извлачење из Грчке и Бугарске. Партизани још увек нападају на наше снаге, те онемогућавају нашу борбу против Немаца. Они примају ваше транспорте, али са тим оружјем нападају на нас… | ” |

Према веродостојним историјским подацима, али и сведочењима преживелих Лесковчана, лако се могло утврдити да у Лесковцу тога дана није било концентрисано 20.000 непријатељских војника, од којих 15.000 Бугара, како је писало у заповести особљу авиона за бомбардовање Лесковца. Немаца је у граду било, али тек неколико стотина.
Поређења ради, у бомбардовању Београда 27. марта 1944. погинуло је 1.161 лице а рањено 1.468, порушено 687 објеката (Београд је бомбардован у више наврата). У бомбардовању Подгорице погинуло је 2.000 људи. Тито је забранио бомбардовање Загреба и околине, као и бомбардовање Љубљане. У првом савезничком бомбардовању Ниша погинуло је око 700 људи.
Лесковац је 11. октобра 1944. године ослободила 15. бригада 47. српске дивизије НОВЈ.
После рата није смело да се говори о савезничком бомбардовању Лесковца. Први споменик (спомен-чесма) жртвама савезничког бомбардовања 1944. подигнут је тек 1991. године.
- Лесковац после бомбардовања.
- Обнова и изградња Лесковца, грађани на рашчишћавању рушевина у Улици краља Петра.
- Оштећена Палата Сотира Илића у Лесковцу.